# Лафрии
Лафрии, или кусачки (лат. Laphria) — род ктырей из подсемейства Laphriinae. Известно 240 видов.
Крупные мухи длиной от 10 до 39 мм (Laphria lata). Хоботок длинный, 3-й членик усиков длинный, брюшко длинное, толстое, расширяющееся сзади у самок. Как все ктыри лафрии ведут хищнический образ жизни, нападая на различных насекомых. Поджидая добычу, они сидят обычно на стволах деревьев и пнях. Многие виды похожи на шмелей и ос.
В Европе наиболее распространён ктырь жёлтый (Laphria flava), чёрного цвета с красновато-жёлтыми волосками на верхней стороне груди и брюшка, длиной 18—20 мм.

## Виды Европы
- Laphria aurea (Fabricius, 1794)
- Laphria auriflua Gerstaecker, 1862
- Laphria bomboides Macquart, 1849
- Laphria coarctata Dufour, 1833
- Laphria dizonias Loew, 1847
- Laphria empyrea Gerstaecker, 1862
- Laphria ephippium (Fabricius, 1781)
- Laphria flava (Linnaeus, 1761) — Ктырь жёлтый
- Laphria flavescens Macquart, 1838
- Laphria galathei Costa, 1857
- Laphria gibbosa (Linnaeus, 1761) — Ктырь горбатый
- Laphria hecate Gerstaecker, 1862
- Laphria leucocephala Meigen, 1804
- Laphria meridionalis Mulsant & Reveliere, 1860
- Laphria nigripennis Meigen, 1820
- Laphria nitidula (Fabricius, 1794)
- Laphria scutellata Macquart, 1835
- Laphria tibialis Meigen, 1820
- Laphria vulpina Meigen, 1820